# A Fővárosi Állat- és Növénykert Szavanna komplexuma
A Szavanna komplexum a budapesti Fővárosi Állat- és Növénykert egyik épülete.

## Története
2008. május 28-án adták át az Anthony Gall és társai által tervezett szavanna-komplexumot, amelynek része a társaskifutó, valamint az ahhoz kapcsolódó, téli szállást is nyújtó épületegyüttes. Az istállók egy része az 1950-es években emelt Afrika istálló és az 1969-ben készült Teveház átalakításával alakult át az új jövevények igényeinek megfelelően. A gazella- és antilop szállás, a zsiráf- és az elefánt-istállók teljesen új építésűek. A tervezésnél nagy gondot fordítottak arra, hogy a lehető legnagyobb területet tudják biztosítani az állatkert szűkös területe ellenére. A kifutókat a volt Afrika-kifutó, a teveházi kifutók, látogatói utak és a „Micsurin kert” (volt kertészeti szaporító terület) területének felhasználásával alakították ki. A kifutórendszer területén belül rugalmasan kialakíthatók kisebb állattartó „blokkok”. A 2550 négyzetméternyi istállórendszerből 2000 négyzetméter áll a gazellák, antilopok, zsiráfok, orrszarvúak rendelkezésére. Az egykori Teveistállók helyén az orrszarvúak szálláshelye található. E komplexum megnyitásával a kert legnagyobb alapterületű, télen is látogatható bemutatója nyílt meg.
A komplexumban számos más állatfaj is él, így gólyák, marabuk, szurikáták, szövőmadarak, különféle hüllők, csíkos fűegerek, zebramungók és törpemanguszták, afrikai bogarak, illetve egy nappal elsötétített helyiségben még földimalacok is. A fő épületben Afrika élő- és kulturális világát bemutató szobrászati- és fényképes kiállítást rendeztek be.
Szűkebb környezetével együtt (Zsiráfház, Bivalyház) Szavanna Zóna néven is ismert.

## Részei
- Afrika istálló
- volt Teveház
- Szavanna kifutó:
  - Zsiráf-kifutó
  - Antilop-kifutó
  - Orrszarvú-kifutó
- Elefántcsarnok
- Szavanna-ház istállókkal:
  - Zsiráf-istálló
  - Antilop-istálló
  - Orrszarvú-istálló

## Képtár

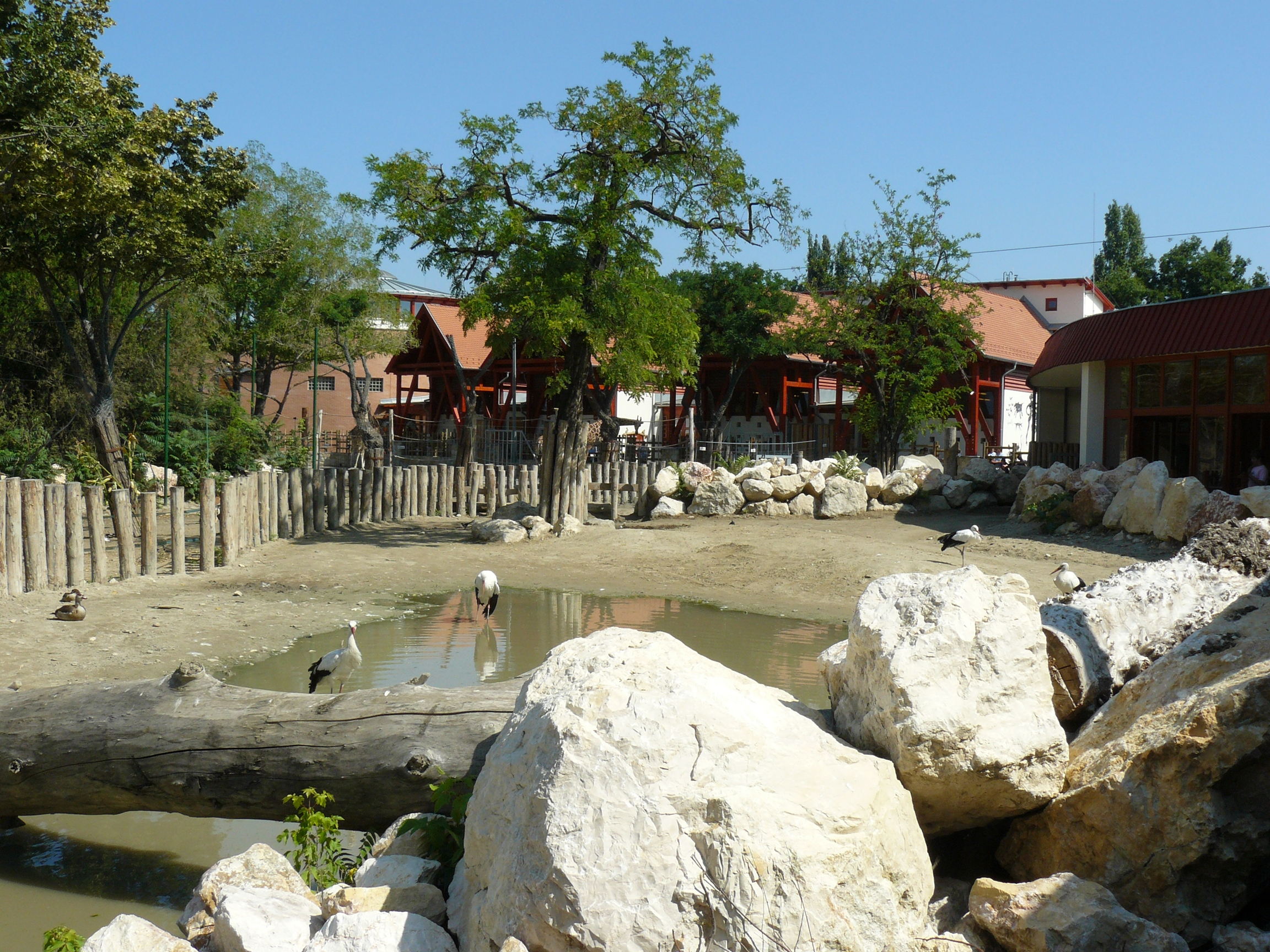
Szavanna kifutó; a háttérben a zsiráf-, antilop-, és orrszarvú-istállók
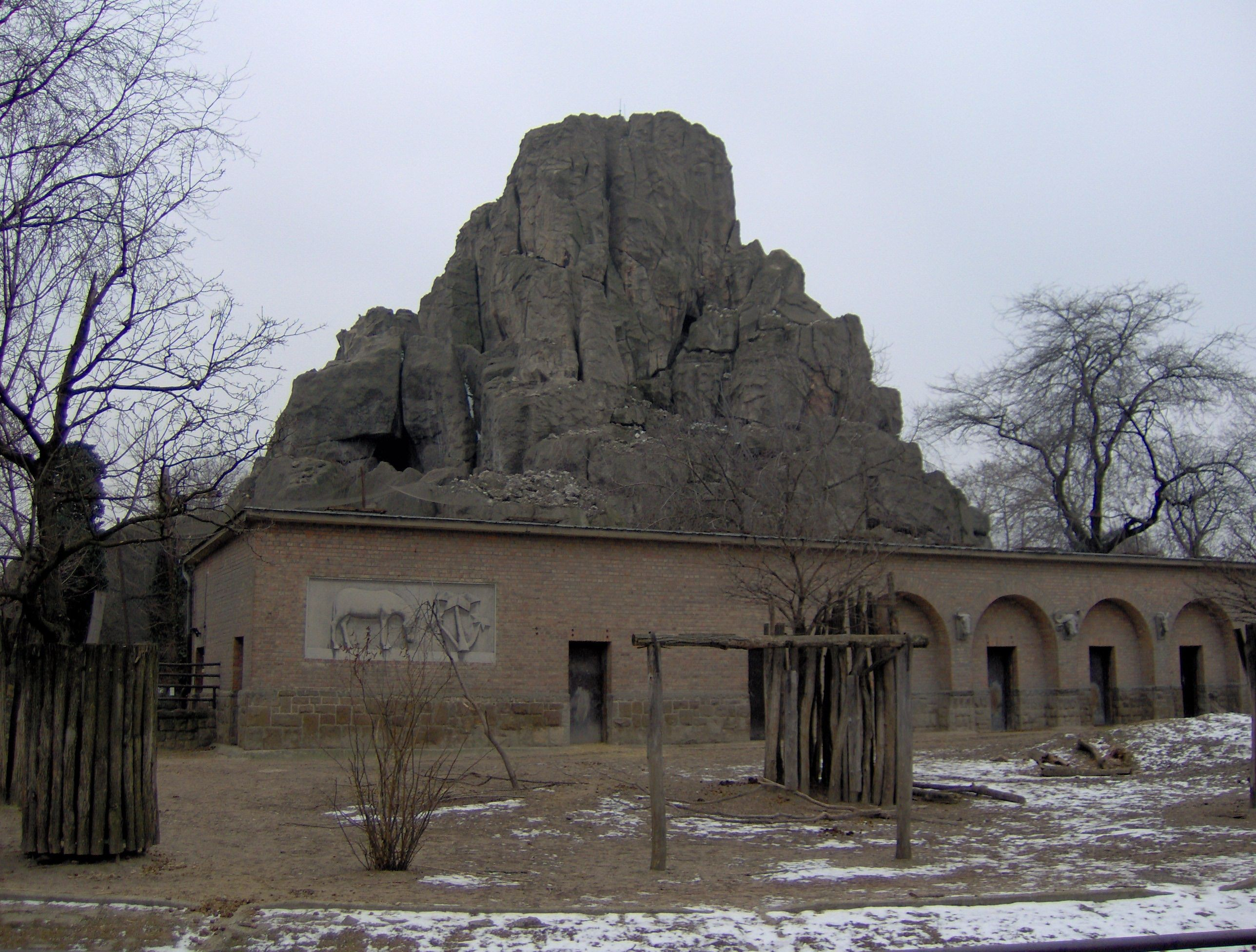
Afrika istállóépület a kifutóval
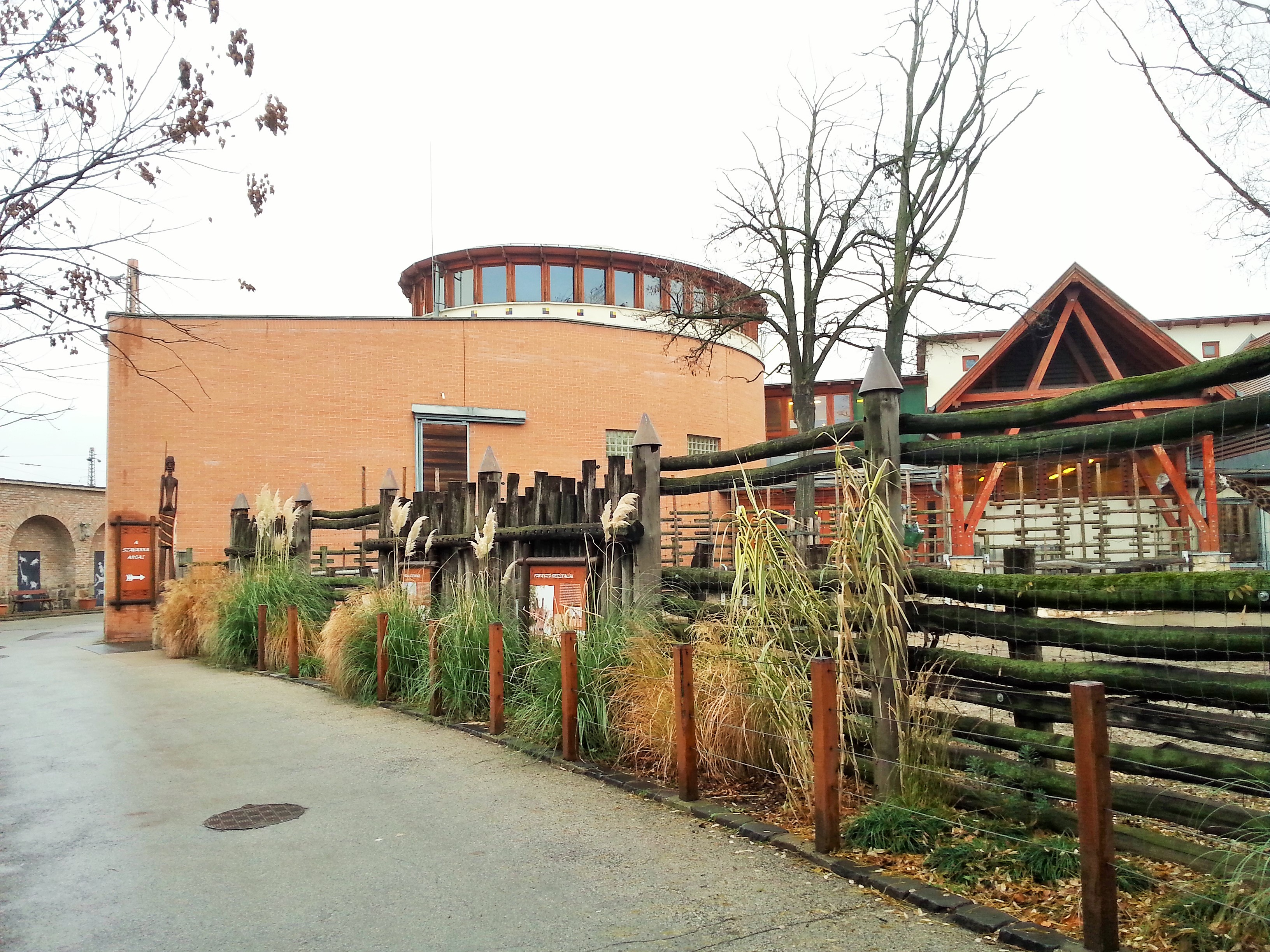
A Zsiráf-istálló bejárata
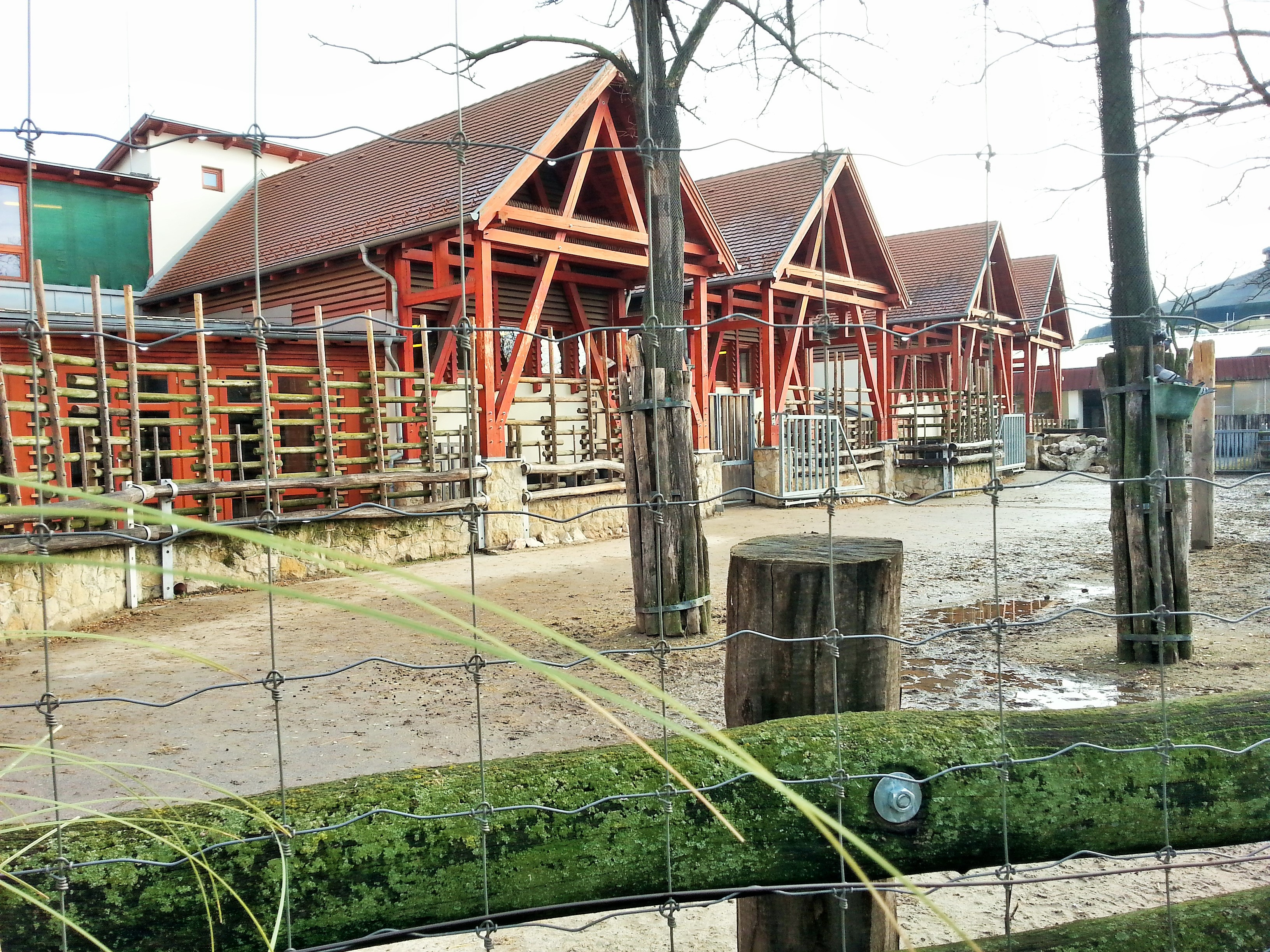
A Zsiráf-kifutó
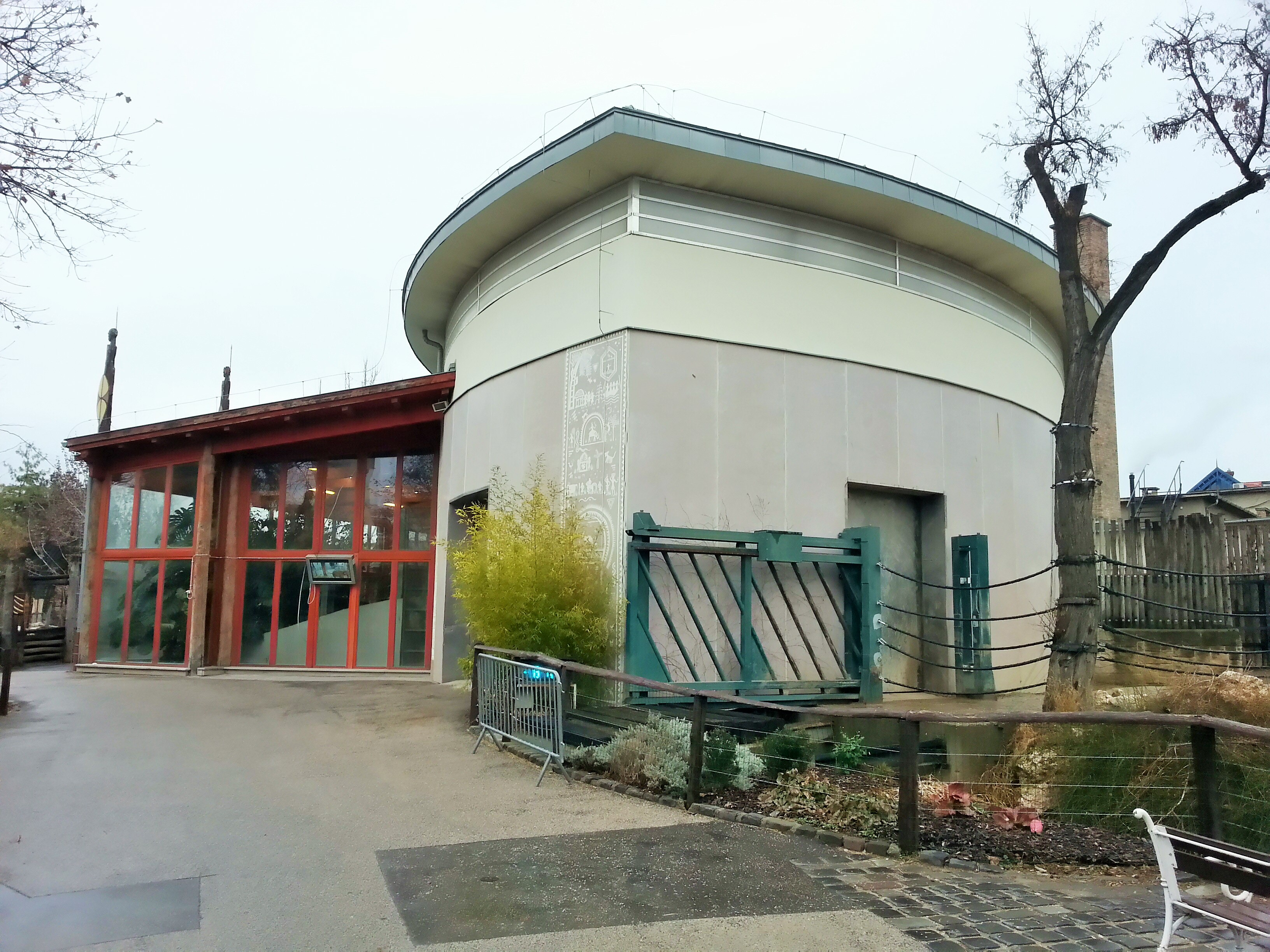
Az Elefántcsarnok bejárata
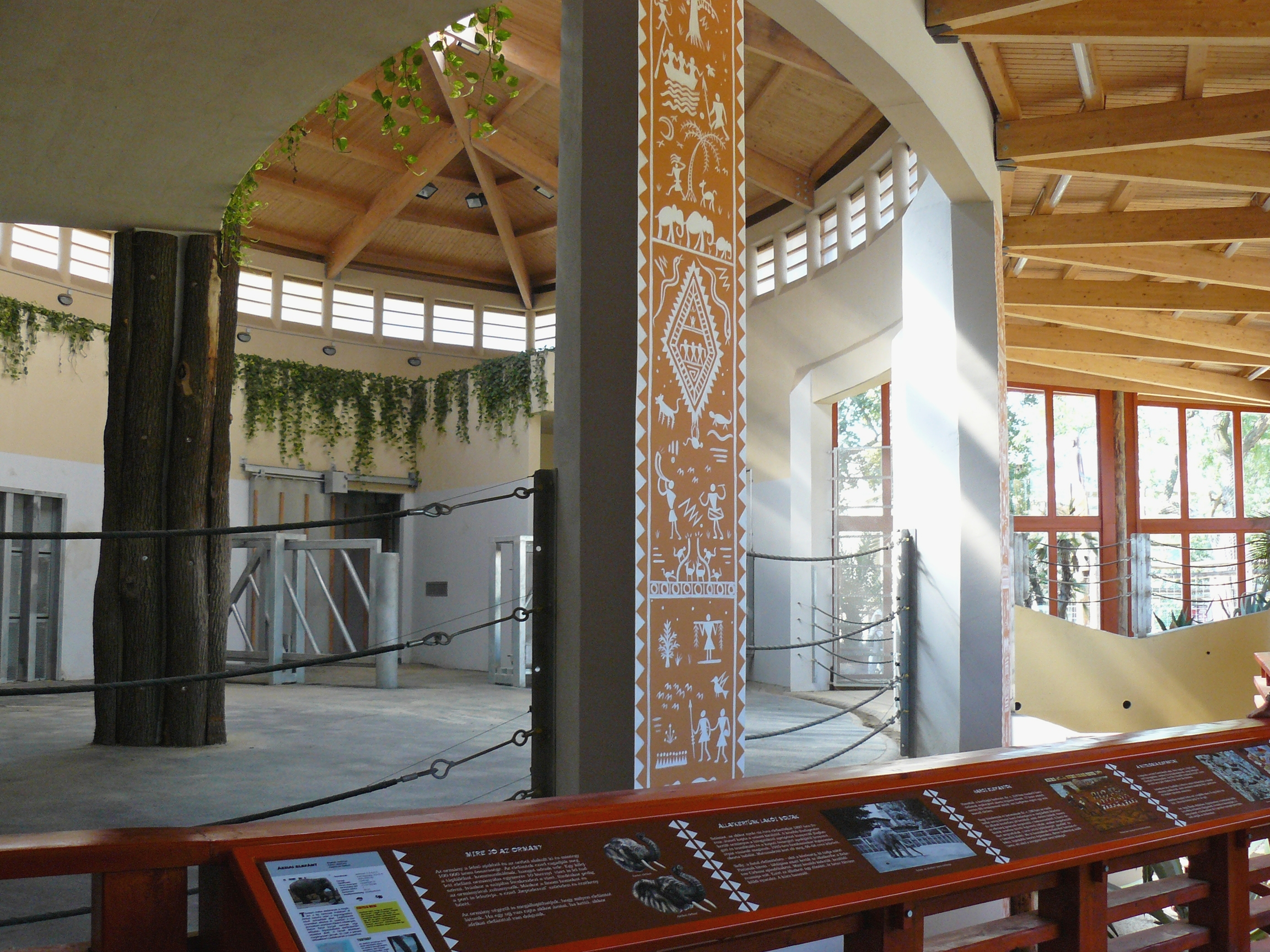
Az Elefántcsarnok belseje